# Beilschmiedia thollonii
Beilschmiedia thollonii là loài thực vật có hoa trong họ Nguyệt quế. Loài này được Robyns & R.Wilczek miêu tả khoa học đầu tiên năm 1950.